# Etrema
Etrema is een geslacht van weekdieren uit de klasse van de Gastropoda (slakken).

## Soorten
- Etrema aliciae (Melvill & Standen, 1895)
- Etrema alphonsianum (Hervier, 1896)
- Etrema argillacea (Hinds, 1843)
- Etrema bicolor (Angas, 1871)
- Etrema capillata Hedley, 1922
- Etrema carinata Bozzetti, 2009
- Etrema catapasta Hedley, 1922
- Etrema constricta Laseron, 1954
- Etrema crassilabrum (Reeve, 1843)
- Etrema crassina (Angas, 1880)
- Etrema cratis Kilburn & Dekker, 2008
- Etrema curtisiana Hedley, 1922
- Etrema denseplicata (Dunker, 1871)
- Etrema elegans Hedley, 1922
- Etrema firma Hedley, 1922
- Etrema glabriplicatum (Sowerby III, 1913)
- Etrema hedleyi (W. R. B. Oliver, 1915)
- Etrema huberti (Sowerby III, 1893)
- Etrema kaipara Powell, 1942 †
- Etrema kitcheni Laseron, 1954
- Etrema labiosa Hedley, 1922
- Etrema lata (E. A. Smith, 1888)
- Etrema leukospiralis Chen & Huang, 2005
- Etrema levicosta Laseron, 1954
- Etrema minutissimelirata (Hervier, 1896)
- Etrema nassoides (Reeve, 1845)
- Etrema orirufa Hedley, 1922
- Etrema paucimaculata (Angas, 1880)
- Etrema perlissa (E. A. Smith, 1904)
- Etrema polydesma Hedley, 1922
- Etrema pyramis Laseron, 1954
- Etrema ravella Hedley, 1922
- Etrema rubroapicata (E. A. Smith, 1882)
- Etrema scalarina (Deshayes, 1863)
- Etrema sparula Hedley, 1922
- Etrema spurca (Hinds, 1843)
- Etrema streptonotus (Pilsbry, 1904)
- Etrema subauriformis (E. A. Smith, 1879)
- Etrema tenera (Hedley, 1899)
- Etrema texta (Dunker, 1860)
- Etrema tortilabia Hedley, 1922
- Etrema trigonostomum (Hervier, 1896)